# Paulette Élambert
Paulette Louise Élambert, née à Paris le 25 novembre 1922 et morte le 1er mai 2022 à Vanves, est une actrice française.

## Filmographie partielle
- 1933 : La Maternelle de Jean Benoît-Lévy et Marie Epstein
- 1933 : Crainquebille de Jacques de Baroncelli
- 1934 : Chansons de Paris de Jacques de Baroncelli
- 1934 : Le Greluchon délicat de Jean Choux
- 1934 : Sans famille de Marc Allégret
- 1935 : Crime et Châtiment de Pierre Chenal
- 1936 : Coup de vent de Jean Dréville et Giovacchino Forzano
- 1936 : Ménilmontant de René Guissart
- 1937 : Boissière de Fernand Rivers
- 1943 : Les Roquevillard de Jean Dréville
- 1945 : La Grande Meute de Jean de Limur
- 1945 : La Route du bagne de Léon Mathot
- 1947 : La Nuit de Sybille de Jean-Paul Paulin
- 1949 : Vire-vent de Jean Faurez
- 1950 : Amour et compagnie de Gilles Grangier